# Boualem Laroum
Boualem Laroum (ur. 17 czerwca 1959) – algierski piłkarz grający na pozycji obrońcy. W swojej karierze grał w reprezentacji Algierii.

## Kariera klubowa
W swojej karierze piłkarskiej Laroum grał w takich klubach jak: JS Kawkabi, CM Belcourt i IRB El Biar.

## Kariera reprezentacyjna
W reprezentacji Algierii Laroum zadebiutował 10 lutego 1978 w zremisowanym 1:1 towarzyskim meczu z Malawi, rozegranym w Blantyre. W 1984 roku był w kadrze Algierii na Puchar Narodów Afryki 1984. Rozegrał w nim jeden mecz, o 3. miejsce z Egiptem (3:1). Z Algierią zajął 3. miejsce w tym turnieju. W kadrze narodowej grał do 1984 roku.